# Pascale Grand
Pascale Grand, född 12 augusti 1967, är en friidrottare från Kanada. Hon deltog vid olympiska sommarspelen 1992.